# Chances Peak
Chances Peak (915 m n. m.) je nejvyšším bodem aktivního komplexního stratovulkánu Soufrière Hills na britském ostrově Montserrat v severovýchodním Karibiku. Jedná se o nejvyšší bod celého ostrova.
17. září 1965 havaroval nedaleko vrcholu Chances Peak Boeing 707 letu Pan Am 292. Na palubě zahynulo 30 lidí.